# جک واگنر (هنرپیشه)
جک واگنر (انگلیسی: Jack Wagner؛ زادهٔ ۳ اکتبر ۱۹۵۹) یک هنرپیشه، و خواننده اهل ایالات متحده آمریکا است. وی از سال ۱۹۸۲ میلادی تاکنون مشغول فعالیت بوده‌است.
او در فیلم عاشقی برای کریسمس بازی کرده است.